# Biegun koła wielkiego
Biegun koła wielkiego – punkt na powierzchni sfery, którego odległość kątowa od każdego punktu danego koła wielkiego jest identyczna. Jest to zarazem punkt maksymalnie oddalony od koła wielkiego. Każde koło wielkie ma dokładnie dwa bieguny.
Jeśli potraktować powierzchnię Ziemi jak sferę, to równik jest jednym z kół wielkich i biegunem równika jest biegun geograficzny.